# 约翰·爱德华·泰勒
约翰·爱德华·泰勒

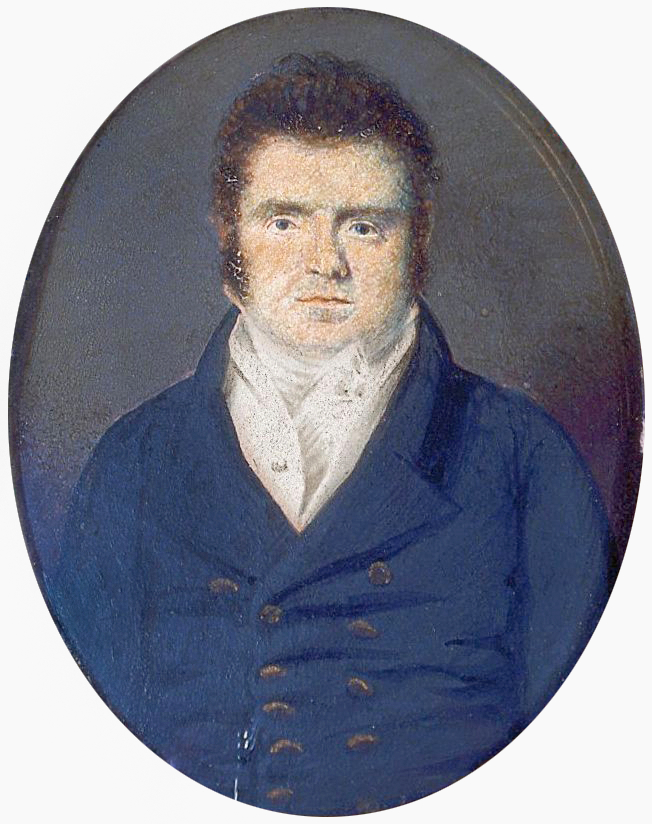
泰勒的画像

（英語：John Edward Taylor，1791年9月11日—1844年1月6日）出生于英格兰萨默塞特郡的伊尔敏斯特，是英国商业大亨，波提哥图书馆的编辑，出版商和会员，是1821年曼彻斯特卫报的创办人，该报在1959年更名為卫报 。